# Luigi Cuttica di Cassine
Luigi Cuttica di Cassine, XIII marchese di Cassine (Alessandria, 5 marzo 1861 – ...), è stato un nobile italiano, socio effettivo del Museo civico di storia naturale (Milano) dall'anno 1900 e della Società Italiana per le Scienze Naturali.

## Biografia
Luigi Cuttica di Cassine, nato il 5 marzo 1861, era figlio di Cesare (1831-1871), X marchese di Cassine, e della nobildonna Giulia del Pozzo (1838-1900). La nobiltà della famiglia Cuttica risaliva al XIV secolo. I suoi membri godevano dei titoli di conti di Quargnento, marchesi di Cassine e signori di Revigliasco. Stemma: leone rosso rampante. Il loro palazzo di  Alessandria, costruito nella prima metà del XVIII secolo, fu sede di un raffinato salotto mondano.
Nel 1888 Luigi Cuttica di Cassine sposò Maura Ponti, fu Francesco, già vedova dal 1885 del marchese Claudio Dal Pozzo (figlio del marchese Bonifazio del Pozzo di Annone e di Virginia Visconti d'Aragona, dei marchesi di Invorio) e cugina del noto imprenditore lombardo del settore cotoniero Andrea Ponti.
Luigi si fregiava dei titoli di XIII marchese di Cassine e di VII conte di Quargnento.
Fu tra i primi soci effettivi della Società Italiana per le Scienze Naturali e del Museo civico di storia naturale (Milano), di cui era Presidente il Senatore del regno d’Italia Edoardo Porro e vice presidente l'Ing. Francesco Salmojraghi.
Insieme ai Senatori del Regno d’Italia Ettore Ponti e Giuseppe Colombo il 18 aprile 1901 entrò a far parte, come consigliere, del Consiglio di Amministrazione della neocostituita Società Anonima Meccanica Lombarda con sede sociale a Milano, stabilimento in Monza e deposito a Napoli, che un decennio dopo avrà la licenza di costruire gli aeroplani modello "Aviatik" impiegati nella guerra italo-turca.